# Giorni della bandiera in Svezia
I giorni della bandiera (flaggdagar in svedese) sono i giorni ufficiali in cui la gente comune può issare la bandiera svedese. Questi giorni sono stati decisi da un decreto parlamentare (1982:270).
Questi giorni sono: 
- 1º gennaio, Capodanno
- 28 gennaio, onomastico del re Carlo XVI Gustavo
- 12 marzo, onomastico della principessa ereditaria Vittoria
- Pasqua
- 30 aprile, compleanno del re
- 1º maggio, festa dei lavoratori
- Pentecoste
- 6 giugno, giorno della bandiera svedese e festa nazionale
- Midsommardagen, giorno di mezza estate
- 14 luglio, compleanno della principessa ereditaria
- 8 agosto, onomastico della regina Silvia;
- 24 ottobre, giornata delle Nazioni Unite
- 6 novembre, giorno di Gustavo II Adolfo di Svezia
- 10 dicembre, giorno del Nobel
- 23 dicembre, compleanno della regina
- 25 dicembre, Natale

Inoltre è giorno della bandiera anche il giorno in cui si tengono le elezioni nazionali (terza domenica di settembre ogni quattro anni).